# Eupithecia semicalva
Eupithecia semicalva là một loài bướm đêm trong họ Geometridae.